# Jean-Jules Soucy
Pour les articles homonymes, voir Soucy.
Jean-Jules Soucy est un artiste contemporain québécois né le 7 juin 1951 à La Baie et mort le 20 juillet 2022 au Saguenay (Québec). 
Ancien étudiant en arts plastiques de l'Université du Québec à Chicoutimi, il y a également enseigné. En 2008, il reçoit le Prix à la création artistique du Conseil des arts et des lettres du Québec.

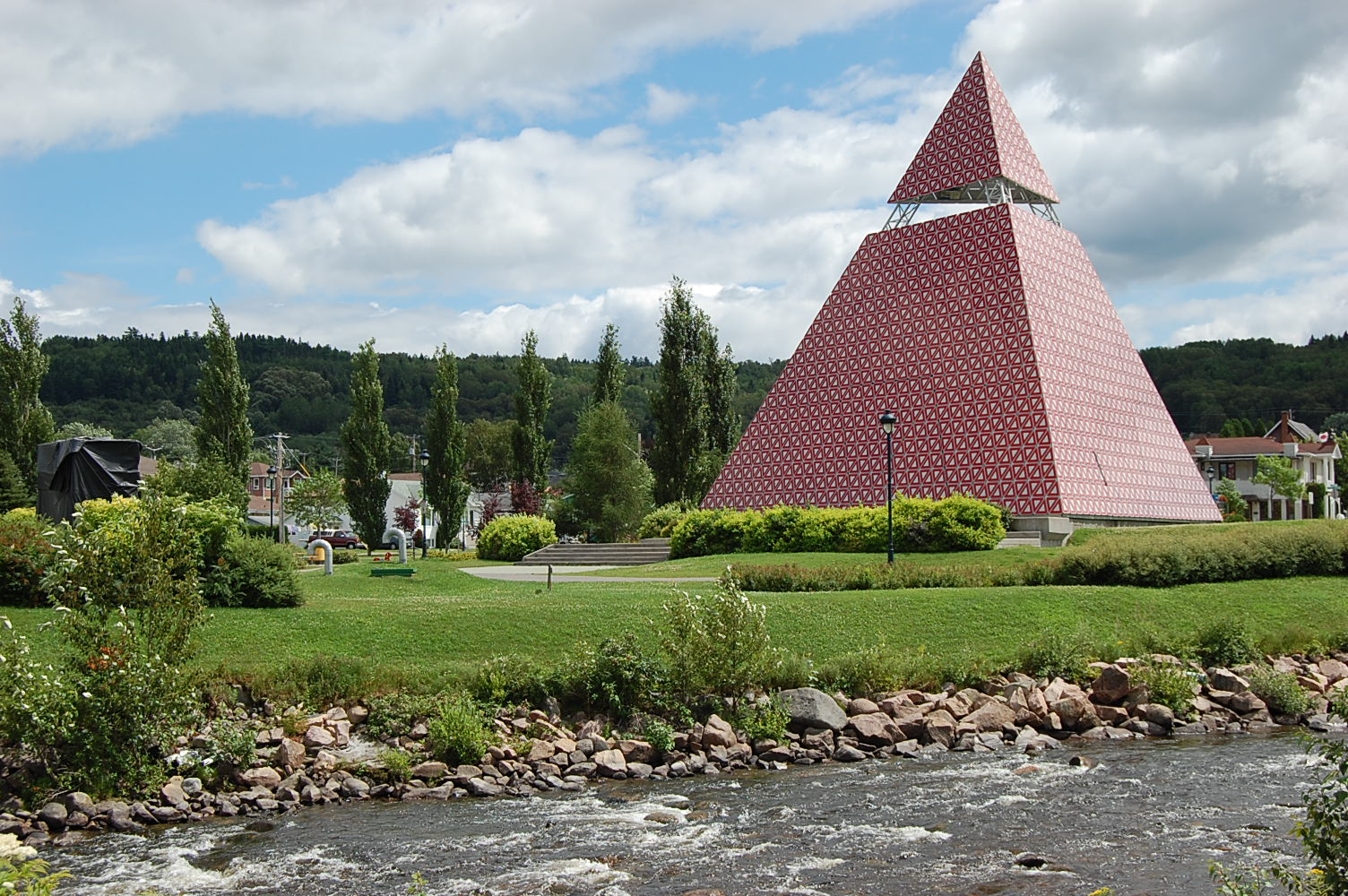
La Pyramide des Ha! Ha! est une œuvre monumentale (21 m de haut, recouverte de 3000 panneaux de signalisation), destinée à commémorer le Déluge du Saguenay de 1996.

## Œuvre
Jean-Jules Soucy est inspiré par Beuys, Duchamp, Ben et par une vision poétique de l'art qui n'exclut pas l'engagement et la critique (en termes soucyens, « le bricolage engagé, le charriage allégorique et le prismacolor politique »...). Amateur de formules définitives : « Ceux qui font de l'argent comme de l'eau se font rarement imposer à la source », « L'art n'est pas un bon endroit pour se cacher », etc., il allie l'installation à la sculpture, et recherche en permanence la participation de la collectivité dans le processus de réalisation des œuvres: collecte de 60 000 boîtes usagées de lait pour le Tapis stressé (1993), de pelures d'oignons, ou de chaussettes pour les gâteaux de Bouffons (1997). Cependant, l'anecdote ne doit pas cacher le profond engagement dans l'époque[style à revoir], et dans l'histoire de l'art en particulier : « Un aspect fondamental de la démarche de Soucy consiste en un questionnement des conventions du champ de l'art. Au-delà du caractère excessif et délirant de ses réalisations, c'est ici de stratégies qu'il s'agit. »
Ses œuvres les plus connues sont la Pyramide des Ha! Ha! (2000) et Tapis stressé (L'Œuvre pinte) (1993). 

## Expositions individuelles
- 2018 : « Espace partagé : Jean-Jules Soucy », Bibliothèque de Jonquière - centre d'art actuel Bang, Jonquière – Ville de Saguenay (Québec)
- 2010-2011 : « Tête à tête avec Philadelphie », The Philadelphia Museum of Art, Philadelphie (É.-U.)
- 2009 : « Dédouaner le plaisir », Centre d’exposition d’Amos, Amos (Québec).
- 2009 : « Dédouaner le plaisir (suite) », Centre en art actuel Le Lieu, Québec (Québec).
- 2008 : Dédouaner le plaisir, Galerie [Séquence], Chicoutimi
- 2006 : Symposium de Baie-Saint-Paul, Baie-Saint-Paul, Québec (Guy Sioui Durand, commissaire)
- 2005 : Le tour du Canada en vélo stationnaire, plusieurs lieux, dont Galerie [Séquence], Chicoutimi
- 2000 : Monument de la Restauration des Ha ! Ha !, Centre culturel, La Baie, Québec.
- 2000 : L’arrêt à la Baie, Musée du Fjord, La Baie, Québec. 2000.
- 1999 : Le corridor d’humour, Centre des Arts contemporains du Québec à Montréal, Montréal, Québec.
- 1997 : Bouffons, Maison de la culture, Gatineau, Québec.
- 1997 : Signalisation en Ti-cristaux,  3e Symposium en arts visuels de l’Abitibi-Témiscamingue, Amos (Québec)
- 1995 : L’œuvre pinte. Deuxième couche, Maison des aînés, La Baie, Québec.
- 1994 : L’œuvre pinte, Maison des aînés, La Baie, Québec.
- 1993 : L'œuvre pinte, Musée d'art contemporain de Montréal, Montréal, Québec (Réal Lussier, commissaire)
- 1993 : Tapis stressé, Palais des Congrès, Trois-Rivières, Québec.
- 1993 : Suspendre l'automne, installation extérieure, Saint-Roch-sur-le-Richelieu, Québec.
- 1993 : Biodâme, Galerie Le Lieu, Québec, Québec.
- 1992 : Canicule, Galerie La Corniche, Chicoutimi, Québec.
- 1991 : Entrepôt rouge et blanc, Galerie L’Œuvre de l’Autre, Chicoutimi, Québec.
- 1990 : Festival de cannes, Galerie Saw, Ottawa, Ontario.
- 1988 : Les grandes moppes canadiennes, Galerie Le Lieu, Québec.
- 1988 : Un vol de canards, Musée du Fjord, La Baie, Québec.
- 1987 : o.v.n.i.: où vont nos impôts ?, Galerie Langage Plus, Alma, Québec.
- 1987 : Les jouets du président, Galerie Appart, Montréal, Québec.
- 1984 : D'un général à l'autre, Galerie Espace virtuel, Chicoutimi, Québec.
- 1982 : L'abondance a des coliques, Bibliothèque municipale, La Baie, Québec.

## On en parle à l'écran
- 2021. Jean-Jules Soucy. Un Homme de lettres, film d'Emmanuel Galland (12 min)[4]
- 2005. Le tour du Canada en vélo stationnaire de l’artiste Jean-Jules Soucy, reportage de Philippe Belley, Radio-Canada
- 1997. La cité renversée (production : Production XIII, Rimouski ; réalisation : Françoise Dugré ; durée : 52 min)
- 1994. L'art n'est point sans Soucy (production : Office national du film du Canada, ONF ; réalisation : Bruno Carrière; durée: 53 min)
- 1990. L'art est un jeu (production : Productions Lagauchet ; réalisation: Bruno Carrière ; durée : 58 min)
- 1986. Reflets d'un pays, émission télévisée, Radio-Canada

## Médias
- Guy Sioui Durand, « Jean-Jules Soucy. Le territoire des mots ». Spirale, Port-folio no 220 (mai-juin 2008)
- Bernard Lamarche, “Petit traité de la restauration”, Le spectaculaire projet de Soucy pour la baie des Ha! Ha!, Le Devoir, Samedi 13 mars 1999
- Marie-Ève Charron, “Le projet ambitieux de J.-J. Soucy”, La Presse, Montréal, Samedi 27 mars 1999
- Lamarche, Bernard, « L’épaule à la roue », Le Devoir, Montréal, 12 juillet 1997. p. D6
- Hakim, Mona, « L’art de la pinte », Le Devoir, Montréal, 29 décembre 1993. p. B8.
- Réal Lussier, “Jean-Jules Soucy ou la subversion par le sourire”, Catalogue du Musée d'art contemporain, 1993, 6 pages
- Guy Sioui Durand, “La Fabuleuse critique du Royaume”, Inter, Québec, no 58, 1993, pp. 62-65, illustration noir et blanc.
- Andrée Savard, “Soucy financier”, Inter, Québec, no 51, 1991, pp. 4-5, illustration noir et blanc.
- Pascale Beaudet, “Le surplus”, Espace, vol. 7, no 4, été 1991, pp. 6-10, ill. couleur couverture & illustration noir et blanc.
- Jean-François Renaud, “Cir-Conférence”, Inter, Québec, no 48, 1990, pp. 10-11, illustration noir et blanc.
- "Cir-conférence", Saw News,  vol. 3, no 2, février-mars 1990, Ottawa, Ontario.
- Guy Durand, "Passe", Protée spécial 20 ans, Université du Québec à Chicoutimi, septembre 1989, p. 23, ill. n/b p. 31, catalogue d'exposition.
- Richard Martel, "Les grandes moppes canadiennes", Inter, Québec, no 42, 1989, p. 74, illustration noir et blanc p. 17 et 74.
- Serge Fisette, "Incontournable, la sculpture?", Espace, vol. 5, no 2, hiver 1989, p. 5, illustration noir et blanc.
- Guy Bellavance, "Influence Québec 02", Influence Québec 02, automne 1988, p. 5-7, catalogue d'exposition.
- Pascale Beaudet, "Jean-Jules Soucy : quand l'exubérance fait sens", Espace, vol. 5, no 1, automne 1988, p. 27.
- Claire Gravel, "La sculpture contemporaine au Saguenay Lac St-Jean, 1980-86", Cent ans de sculpture au Saguenay-Lac-Saint-Jean, avril-mai 1986, catalogue d'exposition.
- Jean-Jules Soucy, "Le module 4", Inter, Québec, no 28, été 1985, texte et illustration noir et blanc.
- Claire Gravel, "Risque de gel au sol", Vie des arts, no 121, décembre 1985, p.68-69.
- Jacques Bachand, "Jean-Jules Soucy, fantaisie et société", Protée, vol.12, no 3, automne 1984, p. 112, illustration noir et blanc.
- Protée, vol. 2, no 2, été 1983, illustration noir et blanc, p. 54, 91, 105.
- Paul Lussier, "Même les oiseaux se trompent ou le bronze éphémère", Cahiers, vol. 2, no 6, 1980, p. 7, illustration page de couverture.

## Internet
- Site personnel
- Musée virtuel de l'UQAM
- La corporation de la Restauration des Ah! Ah!
- La médiathèque du Musée d'art contemporain de Montréal
- Dictionnaire historique de la sculpture québécoise au XXe siècle

## Distinctions
- 2008  Prix de la création artistique, Conseil des arts et des lettres du Québec
- 2021 Ordre du Bleuet pour les Arts et la culture au Saguenay–Lac-Saint-Jean